# Capela do Menino Jesus e Santa Luzia
A Capela do Menino Jesus e Santa Luzia é um templo religioso católico localizado na Rua Tabatinguera, número 104, no distrito da Sé, no centro da cidade de São Paulo, no Brasil. Em estilo Neogótico, típico da maioria das construções erguidas no Brasil no início do século XIX, a igreja inaugurada no dia 13 de dezembro de 1901, data de comemoração da festa da padroeira, foi construída pelo Arquiteto italiano Domenico Delpiano, um dos sete padres salesianos que chegaram ao Brasil em 1883, e conta com obras ornamentais do pintor florentino Orestes Sercelli, considerado uma referência quando se trata de manifestações artísticas em igrejas.
A Capela está sob responsabilidade do Padre Jonas dos Santos Lisboa, que cursou Filosofia e Teologia no Seminário da Diocese de Campos dos Goytacazes e pertence ao clero da Administração Apostólica São João Maria Vianney.
Além dos ritos ordinários que acontecem todos os dias, existe, entre os ritos extraordinários, um aos domingos, às 16h (de Brasília), que conta com o canto Gregoriano.
Propriedade da Mitra Diocesana, a Capela do Menino Jesus e Santa Luzia está localizada onde já foi uma chácara de propriedade da bisneta do Conde de Sarzedas (Capitão General Bernardo José de Lorena, Governador da Capitania de São Paulo), Anna Maria de Almeida Lorena Machado, que solicitou a construção do templo no bairro da Sé para homenagear Santa Luzia e o Menino Jesus de Praga depois que reencontrou a imagem que havia perdido no naufrágio de seu navio na volta de uma viagem a Paris. Recuperada de forma inesperada em uma praia em que a família esperava por socorro, a imagem se tornou objeto de devoção e culminou na construção do local situado na Rua Tabatinguera, 104.
No dia 13 de junho de 1994, de acordo com o Site da Arquidiocese de São Paulo, a Capela do Menino Jesus e Santa Luzia foi tombada pelos órgãos municipais e estaduais de defesa do patrimônio (CONPRESP e CONDEPHAAT) e posteriormente restaurada.

## História
A Capela do Menino Jesus e Santa Luzia foi construída a partir de um "milagre" ocorrido com Anna Maria de Almeida Lorena Machado. Mulher da elite da sociedade paulistana da época, Anna Maria era devota do Menino Jesus e de Santa Luzia, carregando sempre consigo uma imagem do Menino Jesus de Praga. Em uma viagem a Paris, porém, a fundadora da Capela sobreviveu ao naufrágio do navio em que estava, mas junto com seus pertences perdeu também a imagem que era estimada por toda a família.
Sentida pela perda, Anna Maria começou a orar por um milagre que pudesse reaver sua imagem, algo que se concretizou. À espera de um salvamento, Anna Maria percebeu a imagem flutuando e foi ao seu encontro, concretizando a retomada da imagem do Menino Jesus de Praga e prometendo que, assim que retornasse ao Brasil, construiria uma Capela em honra ao Menino Jesus e Santa Luzia. Posteriormente, dia 13 de dezembro de 1901, foi inaugurada e Anna Maria veio a falecer cerca de dois anos depois, dia 11 de junho de 1903.

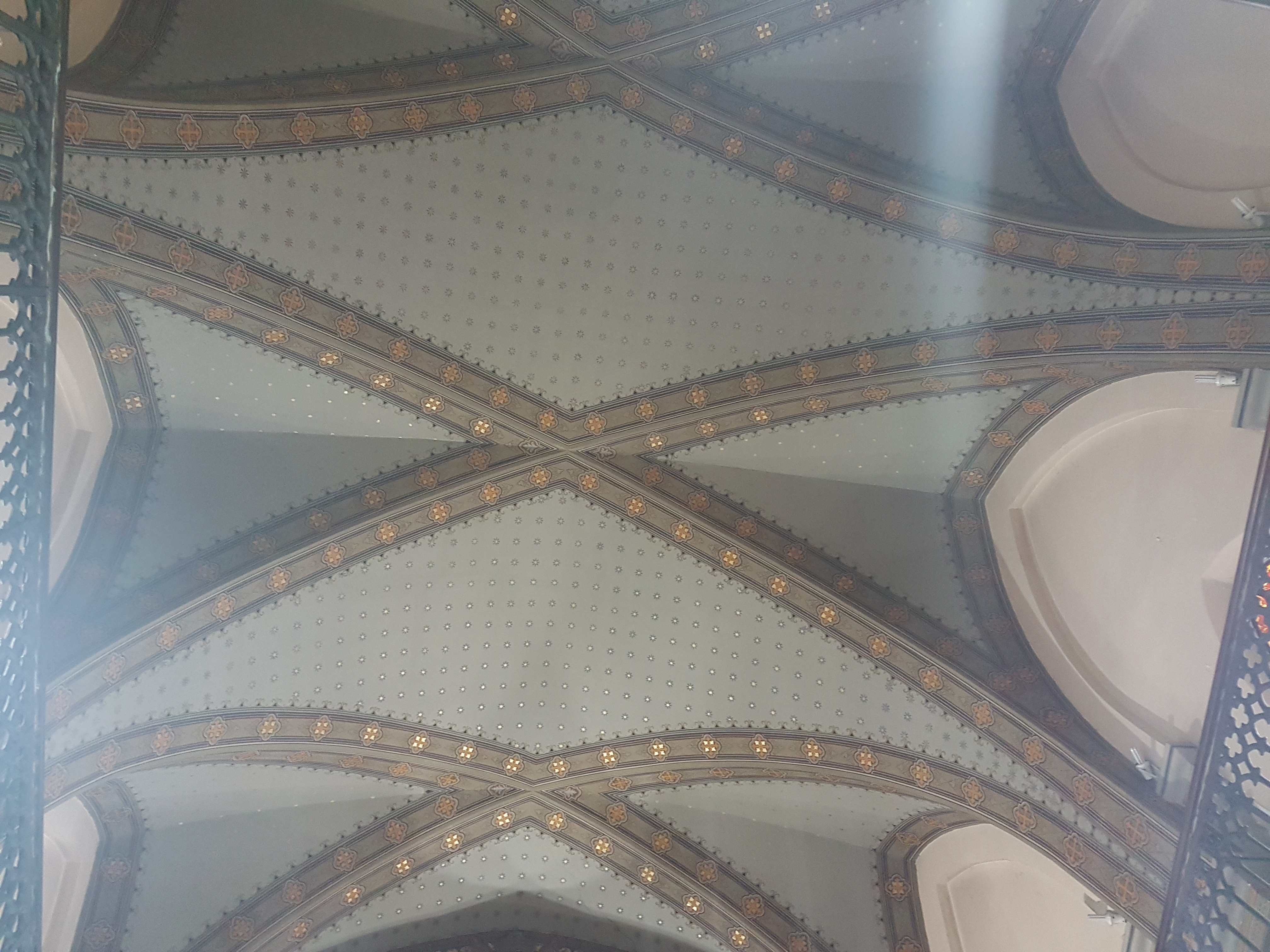
Detalhe da pintura presente no teto da Capela

Mantida por Anna Maria de Almeida Lorena Machado em vida, a Capela foi administrada por seus herdeiros após sua morte, um pedido da fundadora em seu testamento. Por conta de problemas financeiros para a manutenção do templo religioso, a família delegou a administração à Cúria Metropolitana, que permaneceu com os cuidados até 1921. Depois, a Capela do Menino Jesus e Santa Luzia se tornou de incumbência das religiosas Servas do Santíssimo Sacramento, mas uma mudança de sede do grupo em 1929 determinou uma nova alteração no comando, dessa vez para os Padres Sacramentinos.
Após uma nova alteração, a administração recaiu sobre o grupo de Missionários de São Francisco de Salles, que estabeleceram a Capelania dos franceses durante 30 anos até transferi-la para o Colégio Pasteur. Então, a Missão Católica Espanhola instalou-se na Capela e ficou ali por seis anos. Com a transferência dos padres espanhóis houve um indício de abandono, até quem em 1970, a pedido de Dom Agnelo Rossi, assumiu Dom Ernesto de Paula, bispo da Diocese de Piracicaba que, mesmo com sérios problemas de saúde e com idade avançada, imprimiu uma nova vida à Capela, restaurando o salão paroquial, construindo uma ante-sala da sacristia e promovendo festas religiosas e a devoção do Menino Jesus e Santa Luzia.

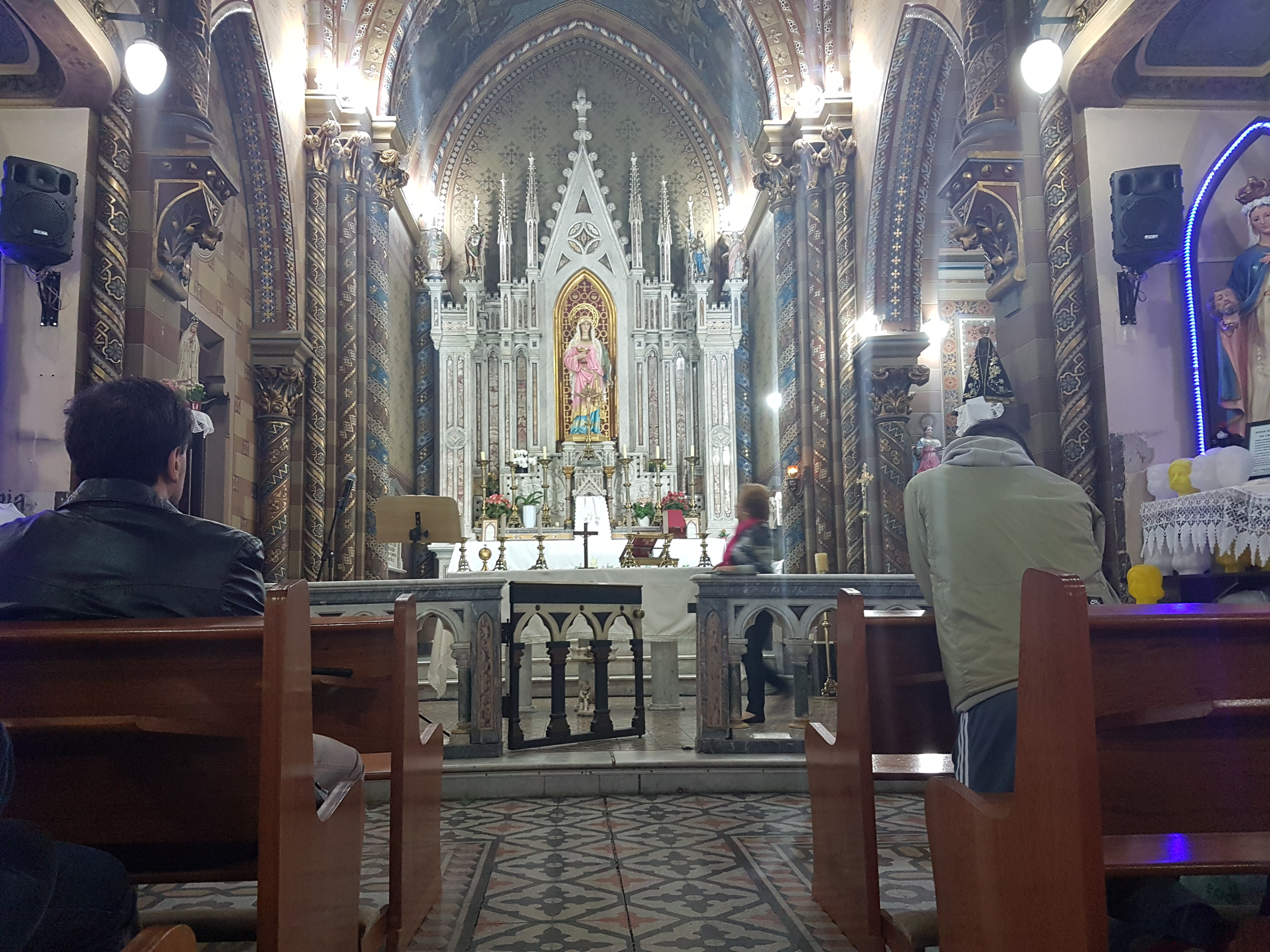
Detalhe do altar da Capela

Com a morte de Dom Ernesto em 1994, a Capela do Menino Jesus e Santa Luzia passou a ser administrada pela Mitra Diocesana da Arquidiocese de São Paulo, composta pelas principais autoridades da diocese.

### Domenico Delpiano (1844-1920)
Domenico Delpiano (1844-1920) é um arquiteto italiano nascido Castelnuovo D`Asti, mas criado em Marselha, na França, onde entrou para a Pia Sociedade de São Francisco de Sales e tornou-se um salesiano leigo. Além disso, construiu monumentos e edifícios religiosos em várias cidades da América do Sul, onde foram fundados os colégios salesianos.
Delpiano foi o autor de alguns dos principais edifícios religiosos da cidade de São Paulo entre o final do século XIX e o início do século XX, como a Capela do Menino Jesus e Santa Luzia, a segunda construída no estilo gótico na cidade, depois apenas da capela da Santa Casa de Misericórdia, inaugurada em 1885.
A Capela do Menino Jesus e Santa Luzia, inclusive, foi um dos trabalhos realizados por Delpiano que acabou não sendo projetado para clientes da Congregação Salesiana, mas que dela apenas participavam, como era o caso de Anna Maria de Almeida Lorena Machado, matriarca de uma tradicional família de São Paulo. Além da estrutura, o altar-mor da Capela também é de autoria do arquiteto italiano, assim como a grade em estilo bizantino.

### Orestes Sercelli (1867-1927)
Orestes Sercelli (1867-1927) foi um pintor, decorador e artesão nascido em Florença, na Itália, mas que emigrou para o Brasil no final do século XIX, onde desenvolveu toda sua trajetória profissional. Se tornou uma referência nas manifestações artísticas que contribuíram para a construção do patrimônio cultural da cidade de São Paulo, principalmente quando se trata de pinturas em igrejas.
Formado pela Escola Profissional de Artes Industriais e Decorativas de Florença, Orestes não se limitou apenas ao trabalho na cidade de São Paulo, atuando também em cidades como Salvador, Maceió e Aracaju. Ainda assim, foi na capital paulista que o artista ganhou projeção nacional, decorando o Palácio Germaine Burchard (1896) e realizando a ornamentação da Capela do Menino Jesus e Santa Luzia (1898). 
Adepto da Art Noveau, Sercelli deu um grande valor artístico a Capela localizada na Rua Tabatinguera, 104. Depois, começou a ter seu trabalho divulgado em jornais e revistas, quando decidiu pela mudança para Salvador. Na cidade baiana, seu primeiro trabalho foi a decoração do Palacete do Comendador Bernardo Martins Catharino, a pedido da família e realizado em parceria com o arquiteto Rossi Baptista. Em Aracaju, Orestes foi o responsável pela decoração da parte interna do Palácio do Governo. 
O último trabalho de Orestes foi a decoração interna e externa do Palácio da família Beneducci, localizado na rua Paraíso, região central de São Paulo. Posteriormente, o edifício foi demolido. Até 1927, ano de seu falecimento, o artista atuou como pintor-decorador.
Em 2000, Orestes Sercelli teve sua coleção, referente ao material em grafite e carvão assinado e produzido pelo artista, adquirida pelo Museu Paulista da Universidade de São Paulo (USP). O acervo reúne 130 projetos originais, desenhos, manuscritos, objetos de trabalho do artesão, fotografias e uma biblioteca com 36 títulos, que se dividem entre revistas de decoração e atualidades. Antes de ser adquirida pelo Museu, as obras do autor italiano eram mantidas por suas netas, Bruna e Florença Sercelli. 

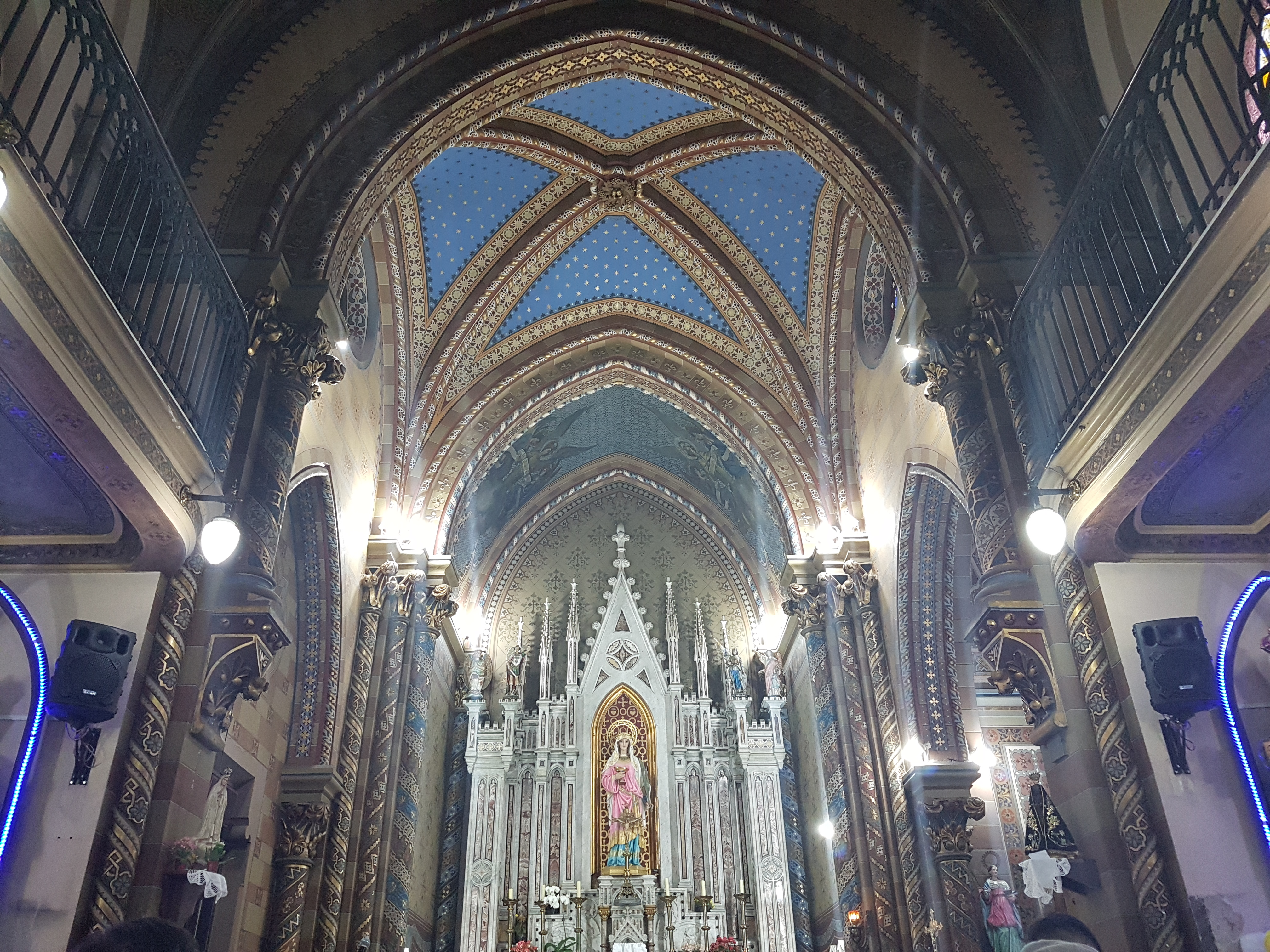
Detalhe do teto da Capela

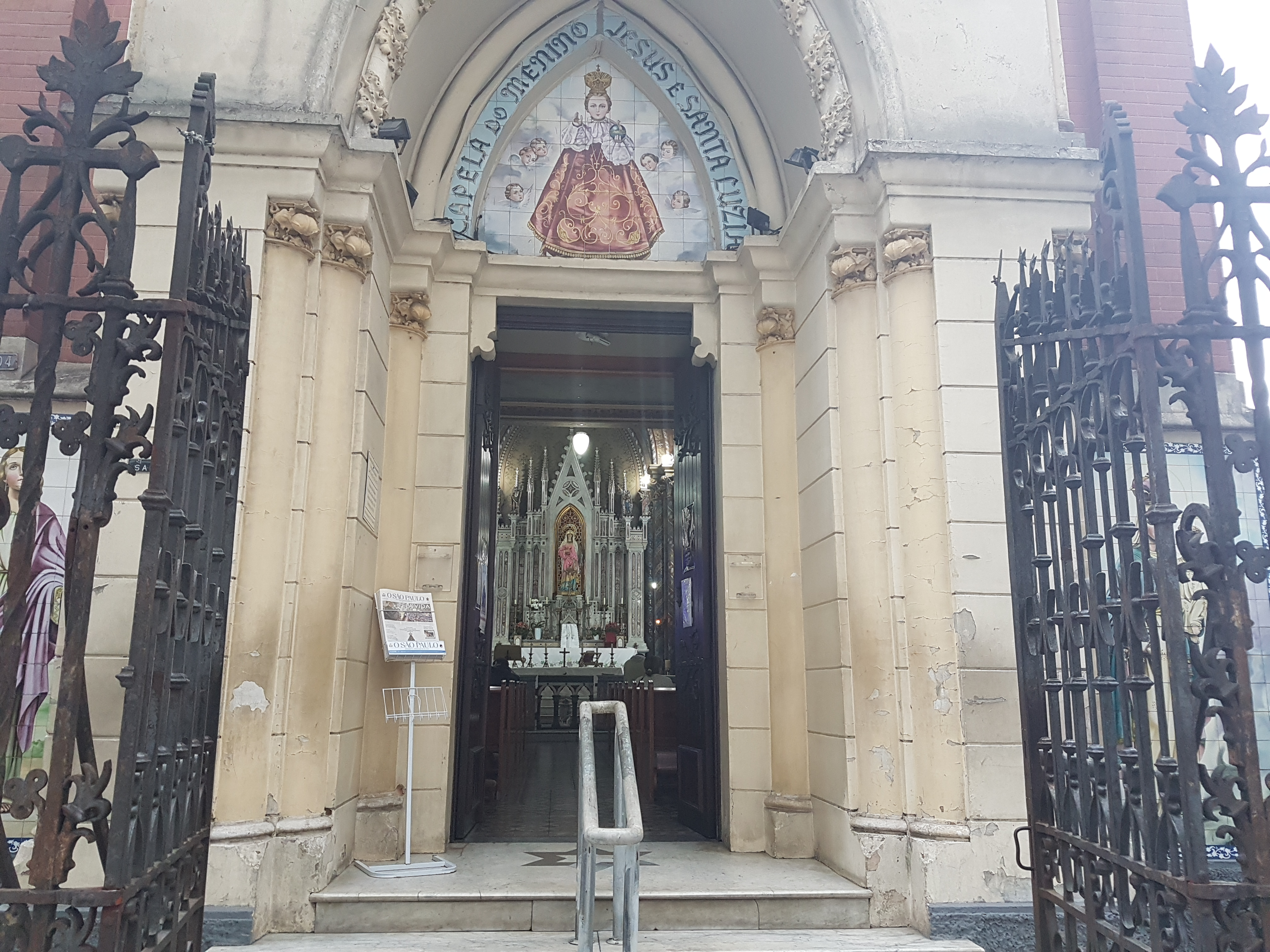
Vista central da parte externa da Capela do Menino Jesus e Santa Luzia

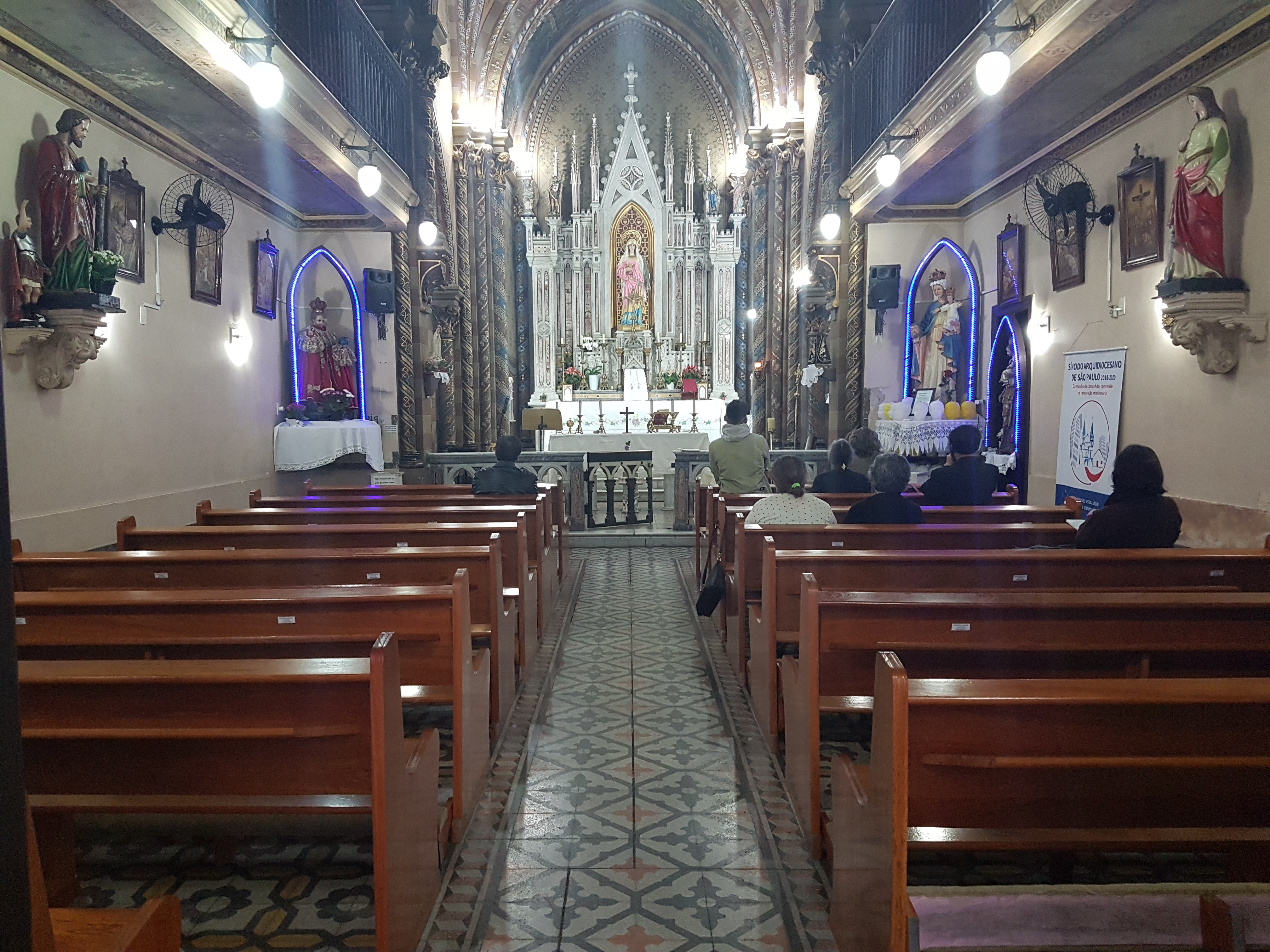
Vista da parte interna da Capela

## Tombamento
Apesar da Arquidiocese de São Paulo considerar o tombamento da Capela do Menino Jesus e Santa Luzia desde o dia 13 de junho de 1994, a resolução do tombamento foi dada apenas no dia 12 de julho de 1995, com sua publicação no DOE (Diário Oficial do Estado) exercida no dia seguinte (13).
Assinado pelo Secretário de Cultura da época, Marcos Ribeiro Mendonça, o certificado de tombamento ressaltou as características neogóticas da construção de Domingos Delpiano e destacou o valor artístico contido nas pinturas murais decorativas que recobrem o interior da Capela, realizadas pelo pintor e decorador Florentino Oreste Sercelli.
Com o objetivo de resguardar a integridade física da Capela, até por conta dos problemas estruturais e da idade do edifício, ficou impedida a partir do certificado de tombamento a utilização de fundações por método de percussão (estaqueamento cravado) nas proximidades do templo.

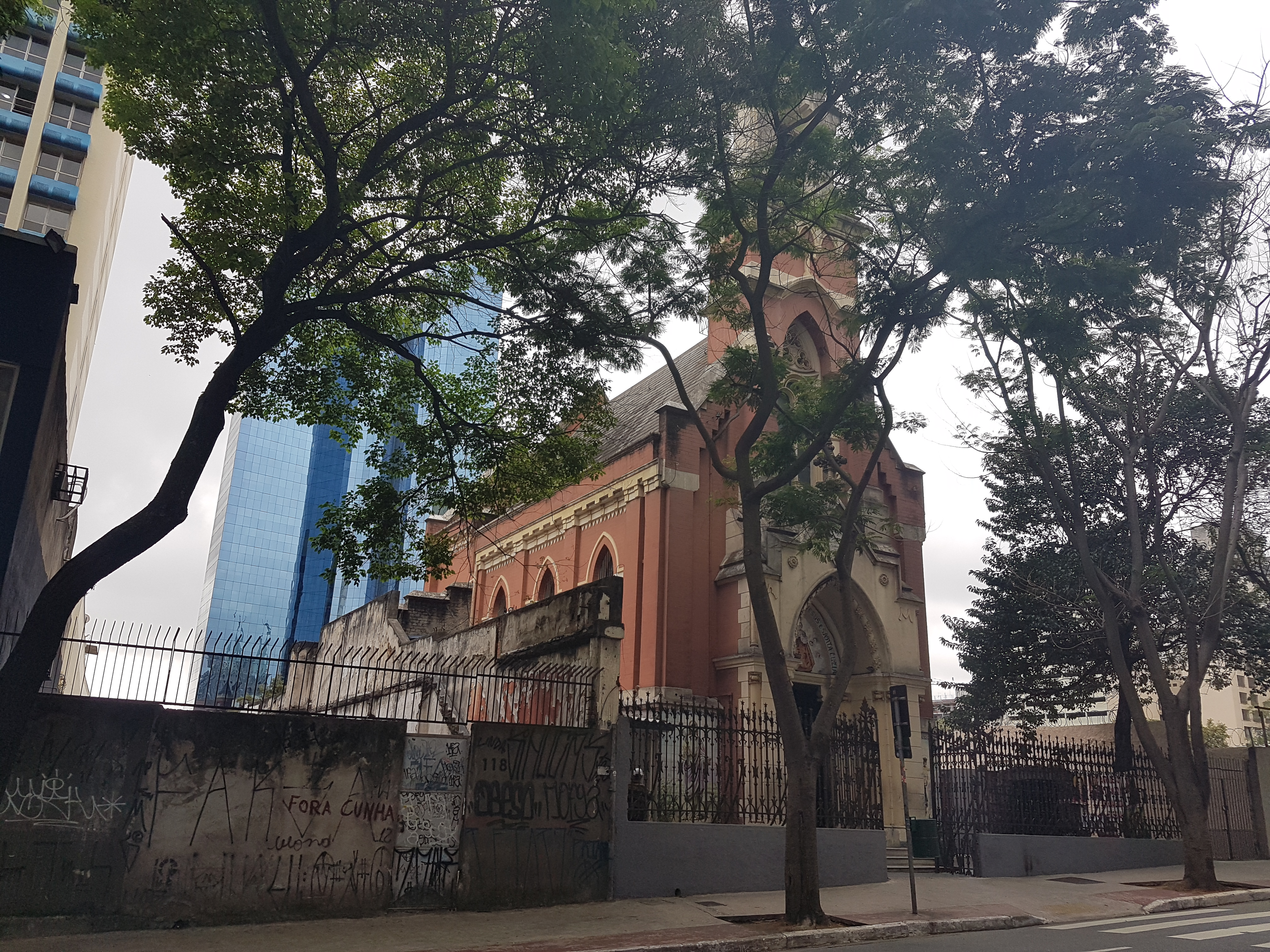
Vista externa da Capela, na Rua Tabatinguera, 104

Em 2002, na resolução número 21/2002, a Capela do Menino Jesus e Santa Luzia foi inscrita no livro do Tombo por parte do Conselho Municipal de Preservação do Patrimônio Histórico, Cultural e Ambiental da Cidade de São Paulo após decisão unânime dos Conselheiros presentes à 276ª Reunião Ordinária realizada em 12 de novembro de 2002.

## Contexto político e social
A construção da Capela do Menino Jesus e Santa Luzia coincidiu com o período da Primeira República (República Velha), entre 1889 e 1930, que marcou uma série de transformações no aspecto urbano, principalmente da cidade de São Paulo. Nesse sentido, fica marcada a importância de Orestes Sercelli, que imigrou para o Brasil no fim do século XIX, foi responsável pelas obras ornamentais da Capela e deu uma nova formação visual à cidade paulistana.
Em São Paulo, principalmente, a República Velha (1889-1930) representou um período de desenvolvimento e industrialização, onde a população saltou de 70 mil habitantes em 1890 para 240 mil em 1900 a 580 mil em 1920. Foi nesse período, inclusive, que foi construída a avenida Paulista, mais precisamente em 1900, local onde muitas mansões foram erguidas. Com o crescimento industrial pelo qual passou a cidade durante a República Velha, houve mudanças expressivas no aspecto cultural e artístico, principalmente na cidade de São Paulo, que fazia parte da região cafeeira junto com Minas Gerais. As principais decorreram da Belle Époque , uma vertente sulamericana do movimento francês Belle Époque, que se desenvolveu baseado no Impressionismo e a Art Nouveau, durante os anos de 1870 a 1931.
Orestes Sercelli, responsável pelas obras ornamentais da Capela do Menino Jesus e Santa Luzia, foi inspirado pela Art Nouveau, que lhe deu liberdade para praticar o estilo nas mansões das elites, que viam a produção ornamental como um sinônimo de modernidade. Na construção dos palacetes da época, a construção era de responsabilidade do engenheiro e do arquiteto. Esses escolhiam os artesãos, encarregados dos serviços internos, a incluir a pintura, especialidade de Sercelli.

### Art Noveau (Arte Nova)
O movimento da Art Noveau (em português, Arte Nova), inspirado no nome da galeria francesa La Maison de l’Art Nouvea, localizada em Paris, foi desenvolvido entre o final da década de 1880 e a primeira Guerra Mundial, com mais influência na Europa e nos Estados Unidos, com o intuito de criar uma arte moderna, eliminando as distinções da época entre as belas-artes e as artes aplicada.
Em resposta ao revivalismo histórico da Era vitoriana (1837-1901), o Art Noveau sofreu com a confluência das técnicas do século XIX e a evolução industrial, sendo caracterizado pelo excesso e pela produção em série. Uma das características do movimento artístico era a dos traços grotescos, além da inspiração na natureza, que se tornaram tendências do trabalho de Orestes Sercelli, pintor florentino e um dos pioneiros do Art Noveau no Brasil.